# Српска православна црква у Чоки
Српска православна црква у Чоки је подигнута у другој половини 18. века, а прво помињање се везује за 1773. годину. Представља непокретно културно добро као споменик културе од великог значаја. Црква је посвећена арханђелима Гаврилу и Михајлу.
Изграђена је као типизирана једнобродна грађевина са звоником.Олтарска преграда је ужа и нижа од простора у коме се налази, што указује на то да првобитно није била намењена овој цркви. На полеђини иконостаса постоје подаци о настанку и обновама, где је забележено да је иконостас насликан 1752. године, што се доводи у сумњу, јер је судећи по стилу, настао неколико деценија касније. Обнављан 1891. године, а потпуно пресликан 1931. године. Појава године 1752. објашњава се преузимањем овог детаља са предлошка за икону Богородице Арапске која се налази на иконостасу, јер се иста година понавља на већем броју тих специфичних Богородичиних представа.
Архитектура и украс преграде су рокајни: нема стубова који би наглашавали вертикалну поделу, оквири икона су асиметрични, као и резбарени мотиви. Иако су иконе пресликане, наслућује се квалитетан рад познобарокног мајстора. Сачувани су и Богородичин и архијерејски трон украшени сликарством 18. и 19. века, целивајуће иконе сликане на лиму и нешто зидног сликарства непознатог аутора 19. века у олтару.